# Quasimus holzschuhi
Quasimus holzschuhi là một loài bọ cánh cứng trong họ Elateridae. Loài này được Dolin miêu tả khoa học năm 2001.